# Bandeira da Dominica
A bandeira da Dominica foi adotada em 3 de Novembro de 1978, com algumas pequenas mudanças sendo feitas em 1981, 1988 e 1990. A bandeira original foi projetada pelo dramaturgo Alwin Bully no início de 1978 enquanto o país se preparava para a independência.
Na versão original, o papagaio estava virado para a direita (mudou em 1988). Em 1981 também a ordem das barras foi alterada.
O amarelo representa os habitantes originais, preto o solo fértil, e o branco indica a água pura.
Tem no seu centro um papagaio sisserou ou papagaio imperial Amazona imperialis, que é um símbolo nacional, rodeando por dez estrelas que simbolizam as dez paróquias da ilha.
A bandeira da Dominica é uma das duas únicas bandeiras nacionais do mundo que possui a cor roxa, junto com a bandeira da Nicarágua.

## Bandeiras históricas

Bandeira de 1978 a 1981.
Bandeira de 1981 a 1988.